# Potentilla sphenophylla
Potentilla sphenophylla es una especie de planta del género Potentilla, perteneciente a la familia Rosaceae.

## Taxonomía
Potentilla sphenophylla fue descrita por Franz Theodor Wolf en 1908.

## Distribución
Se encuentra en el territorio del Cáucaso septentrional.